# موریس بریت
موریس لی «فوتسی» بریت (۲۹ ژوئن ۱۹۱۹–۲۶ ۱۹۹۵)، بازیکن حرفه‌ای آمریکایی فوتبال، برندهٔ مدال افتخار جنگ دوم جهانی، بازرگان و نائب فرماندار آرکانزاس بود. وی در تیم فوتبال دیترویت لاینز در سال ۱۹۴۱ و سپس از سال ۱۹۶۷ تا سال ۱۹۷۱ در جریان فرمانداری فرماندار وینتروپ راکفلر، یازدهمین نائب فرماندار آرکانزاس بود. راکفلر و بریت از جمله نخستین جمهوری‌خواهان بودند که از دورهٔ بازسازی به بعد در دو سمت عالی‌رتبه ایالت آرکانزاس خدمت می‌کردند.

## اوایل زندگی
بریت، پسر موریس لی و ویرجی بریت، با نام موریس بریت در کارلیستله شهرستان لونکه در مرکز آرکانزاس بدنیا آمد. در خوردسالی خانواده‌اش از کارلیسکی به شهرستان لونکه که در همان نزدیکی واقع بود نقل مکان کرد. بریت پس از برنده شدن یک جوره بوت در یک نمایشگاه محلی در نواجوانی، لقب «فوتسی» را دریافت کرد؛ اندازه وی سیزده پا بود. بریت در سال ۱۹۳۷ به‌عنوان دانشجوی اول (دانشجوری ممتاز فارغ‌التحصیل که خطابه جشن فارغ‌التحصیلی را می‌خواند) از دبیرستان لونکه فارغ شد و وارد دانشگاه آرکانزاس در فییتویل شد که در این‌دانشگاه با اعطای بورسیه تحصیلی ورزشی در فوتبال و بسکتبال مورد حمایت قرار گرفت. وی مدرک کارشناسی خود را در رشته روزنامه‌نگاری بدست آورد و به‌محض فراغت در سال ۱۹۴۱، به عنوان ستوان دوم پیاده‌نظام از طریق سپاه آموزش افسران ذخیره در ارتش ذخیره منصوب شد. وی عضو انجمن برادری و باشگاه‌های زنان سیگما چی بود.

## جنگ دوم جهانی

### ارتش ایالات متحده
بریت در ماه دسامبر سال ۱۹۴۱ به عنوان ستوان دوم در پایگاه نظامی جوزف تی. رابنسون در نورت لیتل راک، به خدمت در زیر پرچم ارتش ایالات متحده درآمد. بریت در جریان آموزش نظامی در فورت لوئیس، واشینگتن، فورت آورد، کالیفرنیا و پایگاه نظامی فورت پیکیت در ویرجینیا، در گروهان L، گردان سوم، هنگ پیاده‌نظام سی‌ام، لشکر پیاده‌نظام سوم، گماشته شده بود. برای بریت رخصتی مقطعی برایش داده شد تا پس از فصل فوتبال سال ۱۹۴۱ پس به خدمت نظامی برگردد. بریت ابتدا در لشکر سوم پیوست و در دفاع ساحلی در ساحل غربی ایالات متحده شرکت ورزید. در ۲۳ ماه اکتبر سال ۱۹۴۲، پیاده‌نظام سی‌ام و لشکر سوم به سمت شمال آفریقا اعزام شدند.
شمال آفریقا
در ۸ نوامبر سال ۱۹۴۲، زمانی‌که لشکر سوم پیاده‌نظام و دو لشکر دیگر ایالات متحده در جریان تهاجم فرانسه به شمال آفریقا تحت فرماندهی سرلشکر جورج اس. پتون فرمانده نیروهای غربی پیاده شد، بریت فرمانده گروه در گروهان L بود. بریت و واحد تحت فرماندهیش در ساحل شمال آفریقا در کازابلانکا مراکش تحت حمایت فرانسه، پیاده شدند. پیاده‌نظام سی‌ام در خط ساحلی فرود آمد و به سرعت کنترل جناح چپ لشکر سوم را بدست گرفت و فورت بلاندین را در جریان شلیک در نیروهای دریایی واقع در سواحل مراکش، سرکوب کرد. در ۱۱ ماه نوامبر، پیاده‌نظام سی‌ام و لشکر سوم کنترل کازابلانکا را بدست گرفت. در ماه ژانویه سال ۱۹۴۳، گردان سوم و پیاده‌نظام سی‌ام، در جریان کنفرانس کازابلانکا، به مأموریت حفاظت شخصی سر وینستون چرچیل و رئیس‌جمهور فرانکلین د. روزولت گماشته شدند. در پایان عملیات شمال آفریقا، لشکر سوم تمرینات نظامی خود را در بزرت تونس برای آمادگی تهاجم به سیسیل آغاز کرد.
ایتالیا
در جریان تهاجم دریایی سیسیلی در ۱۰ ژوئیه سال ۱۹۴۳، بریت به خدمت خود به‌عنوان فرمانده دسته ادامه داد. گردان سوم و پیاده‌نظام سی‌ام یکی از طولانی‌ترین رژه در تاریخ نطامی مدرن را از نزدیک گلا به سمت شمال تا پارلمو، اجرا کردند. گردان سوم تنها در سه ساعت ۵۴ مایل پیاده رفت. پارلمو در ۲۲ ماه ژوئیه تصرف شد. بریت سربازان خود از طریق نبرد و رژه گسترده از پارلمو به مسینا در سیسیلی رهبری کرد.
در ۱۹ سپتامبر سال ۱۹۴۳، بریت در جریان حملهٔ متفقین به ایتالیا در عملیات آبی خاکی (عملیات بهمن) در سالرنو ایتالیا شرکت ورزید. این عملیات سومین حملهٔ آبی خاکی وی در جنگ بود. بریت از پس از مجروح شدن و تخلیه فرمانده‌اش، فرماندهی گروهان L را به‌عهده گرفت. در ۲۲ سپتامبر، حمله بر آسرنو ایتالی در ده مایلی سالرنو را رهبری کرد و موقعیت شلیک مسلسل دشمن را از بین برد. پیاده‌نظام سی‌ام، آسرنو را تصرف کرد و بریت به‌خاط رشادت در عملیات رزمی نشان ستارهٔ نقره‌ای و نخستین مدال از مدال پرل هارت را دریافت کرد. در اوایل اکتبر سال ۱۹۴۳، تمامی بخش‌های جنوب ایتالیا در کنترل متفقین بود و ارتش متفقین با خط والترنو مواجه شدند، این خط دفاعی از جملهٔ نخستین خط از یک سلسله خطوط دفاعی آماده بود که سراسر ایتالیا را در بر می‌گرفت که در نتیجه آن آلمان‌ها تصمیم گرفتند عملیات خود را به تأخیر بی‌اندازند، به آهستگی عقب‌نشینی نمایند و برای تکمیل آمادگی شان برای خط زمستانی یعنی قوی‌ترین خط دفاعی آن‌ها در جنوب رم، زمان کمایی کند. بریت سربازان خود را در گذرگاه رودخانه بر روی رودخانهٔ والترنو هدایت کرد. بریت به‌خاطر عملیات‌هایش در پیتراوایرانو در ۲۹ ماه اکتبر، مدال ستاره برنزی با نشان «V» دریافت کرد. به‌خاطر عملیات‌های خارج از وظیفه در تهاجم مونته روتوندو در ۱۰ نوامبر در شمال مینیانو در مرکز ایتالیا، بریت نشان افتخار، صلیب نظامی، مدال نظامی ایتالیا برای شجاعت و ارتقای میدان نبرد درجهٔ سروانی را دریافت کرد.
بریت بخشی از تهاجم آغازین به آنزینو در ۲۲ ژانویه سال ۱۹۴۴ (نبرد آنزینو) بود. در یک مورد در ۲۳ ژانویه در رژه نظامی پونتین، بریت تمرینات کالیستنیک انجام داد تا به موقعیت شلیک مسلسل پنهان آلمانی دست یابد تا این موقعیت خود را در معرض دید قرار دهد تا نابود شود. پس از آن، واحدهای آمریکایی در منطقه تلاقی نیروها در آنجا را به نام «تقاطع بریت» یاد می‌نمودند. در عملیات آخری در ۲۲ و ۲۳ (که بازوی راست خود را از دست داد) در اراضی تسخیر شده در ساحل آنزینو در نزدیکی لاتینا، اعطای صیلب خدمات برجسته را به خاطر قهرمانی فوق‌العاده خود دریافت کرد.
بریت در ماه فوریه سال ۱۹۴۴ برای درمان پزشکی به بیمارستان عمومی لاوسون واقع آتلانتا به ایالات متحده انتقال داده شد. در حالی‌که زخم‌هایش در حال بهبود بود، در مأموریت اوراق قرضه جنگی شرکت ورزید. بریت در ۲۷ ماه دسامبر سال ۱۹۴۴ ترخیص افتخاری دریافت کرد.
موریس بریت نخستین دریافت کننده چهار نشان برتر رزمی برای شجاعت بود که در جریان جنگ دوم جهانی به یک پیاده‌نظام تفویض شد.